# Carpophilus mutilatus
Carpophilus mutilatus – gatunek chrząszcza z rodziny łyszczynkowatych i podrodziny Carpophilinae. Kosmopolityczny.

## Taksonomia
Gatunek ten opisany został po raz pierwszy w 1843 roku przez Wilhelma Ferdinanda Erichsona.

## Morfologia
Chrząszcz o ciele bardziej niż u C. sexpustulatus i C. ligneus wysklepionym, długości od 2,8 do 3,5 mm, z wierzchu ubarwionym rdzawoczerwono z jaśniejszymi pokrywami i czarniawym środkiem przedplecza. Czułki odróżniają się od tych u przykrótka drogerczyka tak samą długością członów drugiego i trzeciego. Przedplecze ma stępione kąty tylne i niewywinięte do góry, wąskie brzegi boczne. Długość pokryw nie przekracza ich łącznej szerokości. Pokrywy odsłaniają dwa segmenty odwłoka. Na powierzchni śródpiersia brak jest pośrodkowej listewki. Pygidium ma tylny brzeg zaokrąglony u samca i zaostrzony u samicy.

## Rozprzestrzenienie
Współcześnie jest to gatunek kosmopolityczny, rozwleczony przez człowieka po wszystkich krainach zoogeograficznych. Wywodzi się przypuszczalnie z krainy neotropikalnej. W Europie znany jest z Portugalii, Hiszpanii, Francji, Włoch, Białorusi, Ukrainy, Rumunii, Bułgarii, Słowenii, Chorwacji, Bośni i Hercegowiny, Czarnogóry, Serbii, Albanii, Macedonii Północnej, Grecji oraz europejskich części Rosji i Turcji. Poza tym podawany jest m.in. z Makaronezji, Egiptu, anatolijskiej części Turcji, Maskarenów, orientalnej części Azji, niektórych wysp Oceanii, Ameryki Południowej oraz nearktycznej i neotropikalnej Ameryki Północnej.